# معركة فريدلند

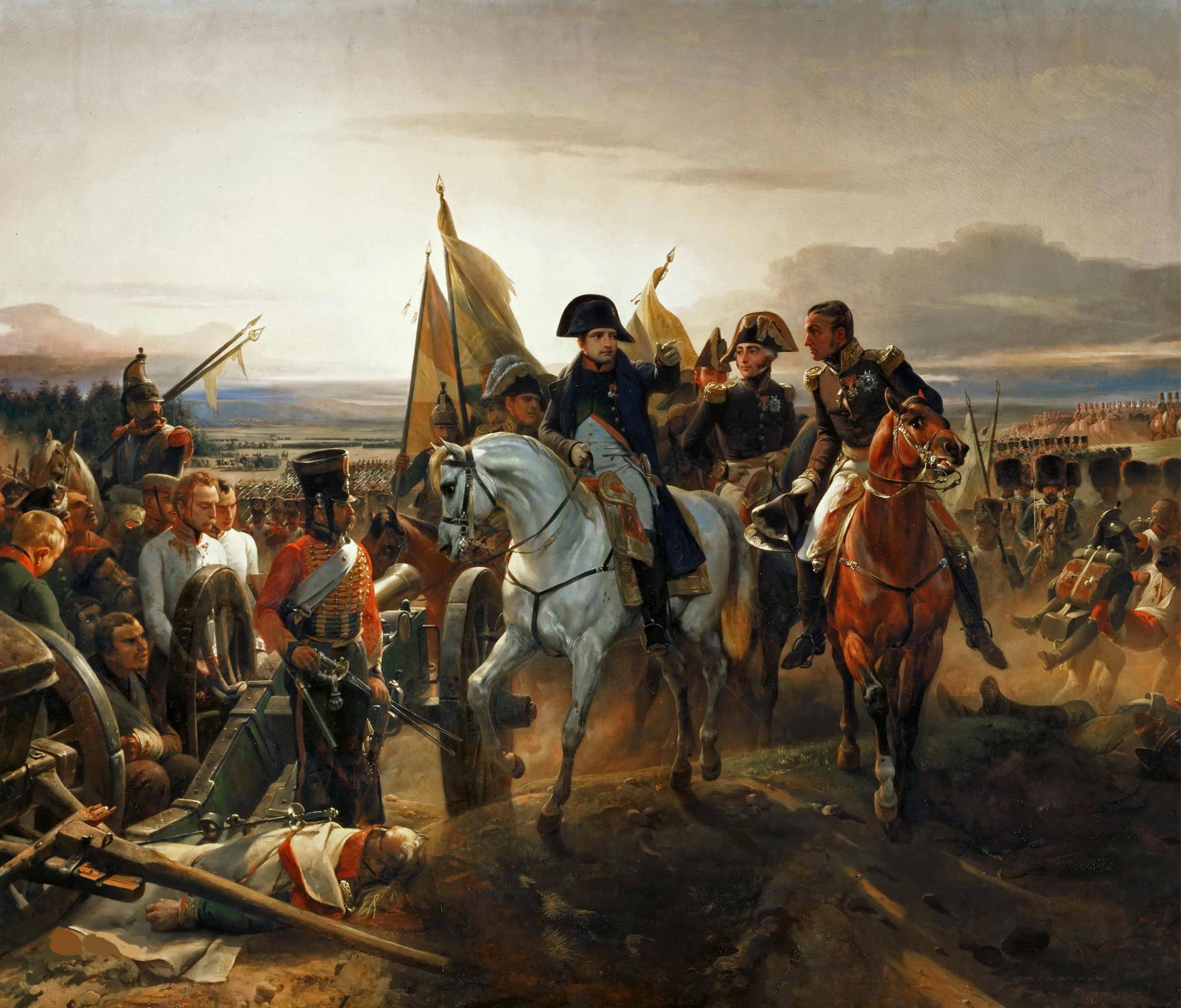

معركة فريدلند (14 يونيو 1807) شهدت إلحاق جيش نابليون الأول الفرنسي هزيمة حاسمة بجيش الكونت فون بينيغسن الروسي على بـُعد حوالي 43 كيلومتراً جنوب شرق كونيغسبيرغ. تقع فريدلند في كالينينغرادسكايا أوبلاست الروسية منذ عام 1945، وقد حصلت على اسمها الجديد برافدينسك في تلك السنة.
أنهت فريدلند فعلياً حرب التحالف الرابع (1806-1807) ضد نابليون. بعد ما يقرب من 23 ساعة من القتال، سيطر الفرنسيون على ساحة المعركة وتقهقر الجيش الروسي بشكل فوضوي عبر نهر وونا، فغرق فيه العديد من الجنود أثناء محاولتهم الفرار.
يوم 7 يوليو 1807، أبرمت روسيا وفرنسا أولى معاهدات تيلسيت، الأمر الذي جعل الدولتين حليفتين بعد عامين من الحرب. وقعت فرنسا معاهدة منفصلة مع بروسيا بعد ذلك بيومين لعزلها عن المفاوضات الرئيسية. ذكرت شروط تيلسيت المعلنة المشاعر الدافئة بين نابليون وألكسندر الأول قيصر روسيا، ولكن الشروط السرية تناولت قضايا أكثر جوهرية: سمحت فرنسا لروسيا بأن تفعل ما تشاء مع الدولة العثمانية في مقابل حصول فرنسا على الساحل الدلماطي وجزر الأيونية؛ أُطلقت يد روسيا على فنلندا، كما وافق ألكسندر على الانضمام إلى الحصار القاري إن لم تنته الحرب مع بريطانيا في وقت قريب.
بموجب شروط المعاهدة الثانية أمـّـنت فرنسا إذلال بروسيا. وأصبحت جميع الأراضي البروسية غرب نهر إلبه مملكة فستفالن الجديدة، وشقيق نابليون جيروم ملكها المستقبلي.
يعتبر المؤرخون تقليدياً تيلسيت ذروة إمبراطورية نابليون.